# Los Monts
Los Monts és una serra situada al municipi d'Àger a la comarca de la Noguera, amb una elevació màxima de 983 metres.